# 坎伯蘭郡 (北卡羅萊納州)
坎伯蘭縣（英語：Cumberland County）是美国北卡罗来纳州南部的一個縣，面積1,705平方公里。根據2020年美國人口普查，共有人口33萬4,728人。縣治費耶特維爾（Fayetteville）。該縣成立於1754年，縣名紀念英王喬治二世之子、坎伯蘭公爵威廉·奧古斯塔斯王子（Prince William Augustus, Duke of Cumberland）。